# Dimitrie Florescu
Dimitrie Florescu, cunoscut și ca D.G. Florescu (n. 15 octombrie 1827, București— d. 8 septembrie 1875, București), a fost un compozitor și cântăreț român.

## Biografie
A jucat un rol important la fondarea Conservatorului din București. S-a afirmat ca unul dintre primii autori români de muzică ușoară (romanțe, cântece patriotice). Poate cea mai cunoscută compoziție a sa este romanța „Steluța”, pe versuri de Vasile Alecsandri (în traducerea lui Clavel pentru ediția franceză a partiturii, tipărită de Constantin Gebauer). Titlurile altor romanțe: „Te aștept, iubite” (1880), „Te iubesc” ș.a.
Dimitrie este fratele Alexandrei (Luxița) Florescu, iubita istoricului Nicolae Bălcescu și mama singurului copil al acestuia, criticul literar Bonifaciu Florescu. (Pentru alte rudenii, vezi articolul Familia Florescu.)